# Fronteira Moçambique–Tanzânia
A fronteira entre Moçambique e Tanzânia é a linha que limita os territórios de Moçambique e da Tanzânia, na África Oriental.
Esta linha segue praticamente na sua totalidade o percurso do rio Rovuma, afluente para o oceano Índico do lago Niassa. A linha limítrofe começa na margem oriental do lago Niassa e termina no oceano Índico, junto à povoação moçambicana de Namiranga.

## História

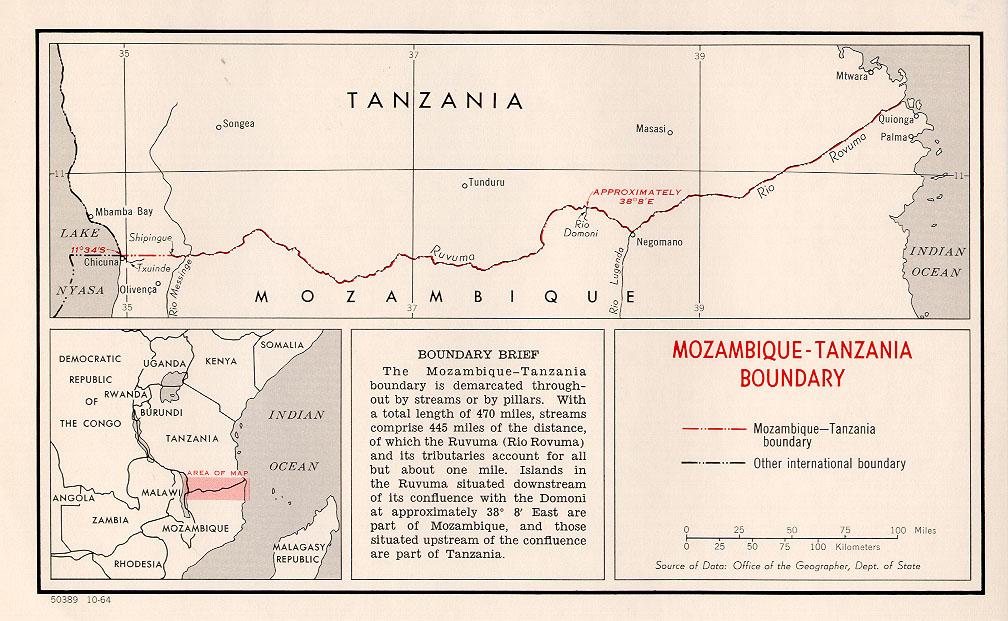
Mapa da fronteira.

As origens desta fronteira remontam ao século XVI. Nesta época, a costa leste africana era dominada pelos portugueses que haviam instalado alguns assentamentos. A incursão de corsários otomanos em 1585 e 1589 nestas costas, bem como a invasão de uma tribo do interior, os zambas, no mesmo período, levaram os portugueses a organizar melhor as suas possessões. Criaram assim a capitania de Mombaça em 1593 cujo limite com a capitania de Sofala passava por Cabo Delgado, demarcação esta que constituiu a base da atual fronteira, que aliás é considerada uma das mais antigas fronteiras da África.
O traçado da atual fronteira foi estabelecido entre a colonização portuguesa de Moçambique e a colonização alemã de Tanganica por um tratado celebrado em 30 de Dezembro de 1886, durante a partilha da África pelas potências europeias.

## Pontos de passagem
A fronteira é atravessada principalmente ao longo da costa entre a cidade tanzaniana de Mtwara e a cidade moçambicana de Quionga. Uma ponte rodoviária com 720 metros de comprimento, a Ponte da Unidade, foi construída entre os dois países, sobre o rio Ruvuma em Negomano, inaugurada em 2010.